# Попп, Мишу
Мишу Попп (рум. Mișu Popp; 19 марта 1827, Брашов, юго-восточная Трансильвания, Австрийская империя — 6 марта 1892, там же) — румынский художник-портретист и монументалист.

## Биография
Родился в многодетной семье. Его отец был живописцем и скульптором, расписывавшим церкви.
Мишу Попп в 1848 году окончил Академию изобразительных искусств в Вене.
Продолжил дело своего отца, занимался росписью церковных сооружений в Бухаресте, Брашове (Церковь Святого Николая), Рышнове, Сатулунге, Тыргу-Жиу, Кымпулунг-Мусчеле, Урлаце и других. Некоторые из росписей сделаны совместно с Константином Лекка. Стиль обоих художников имеет много общего. 
Между 1847 и 1853 гг. Попп украшал церкви в Бухаресте.
Автор целого ряда портретов известных исторических личностей и современников, в том числе господаря Валахии Михая Храброго, Иона Элиаде-Рэдулеску, Андрея Мурешану, Василе Александри,
Картины художника находятся сейчас в коллекциях можно увидеть в Бухарестском Литературном музее Румынии, Национального художественного музея Румынии, а также в музеях Арад, Брашова, Плоешти и Сибиу.

## Галерея
Click on an image to view it enlarged.

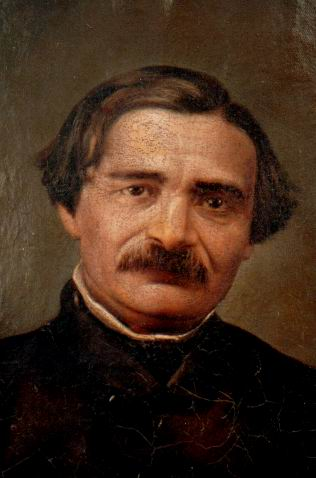
Портрет Иона Элиаде-Рэдулеску
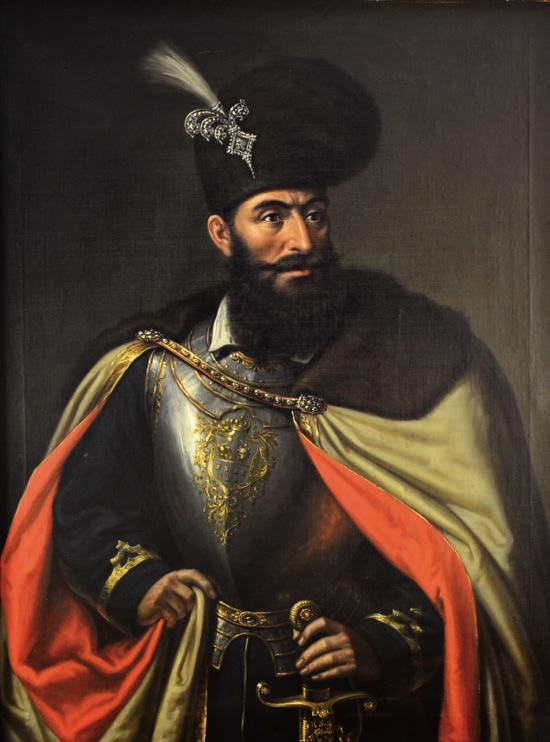
Портрет господаря Валахии Михая Храброго
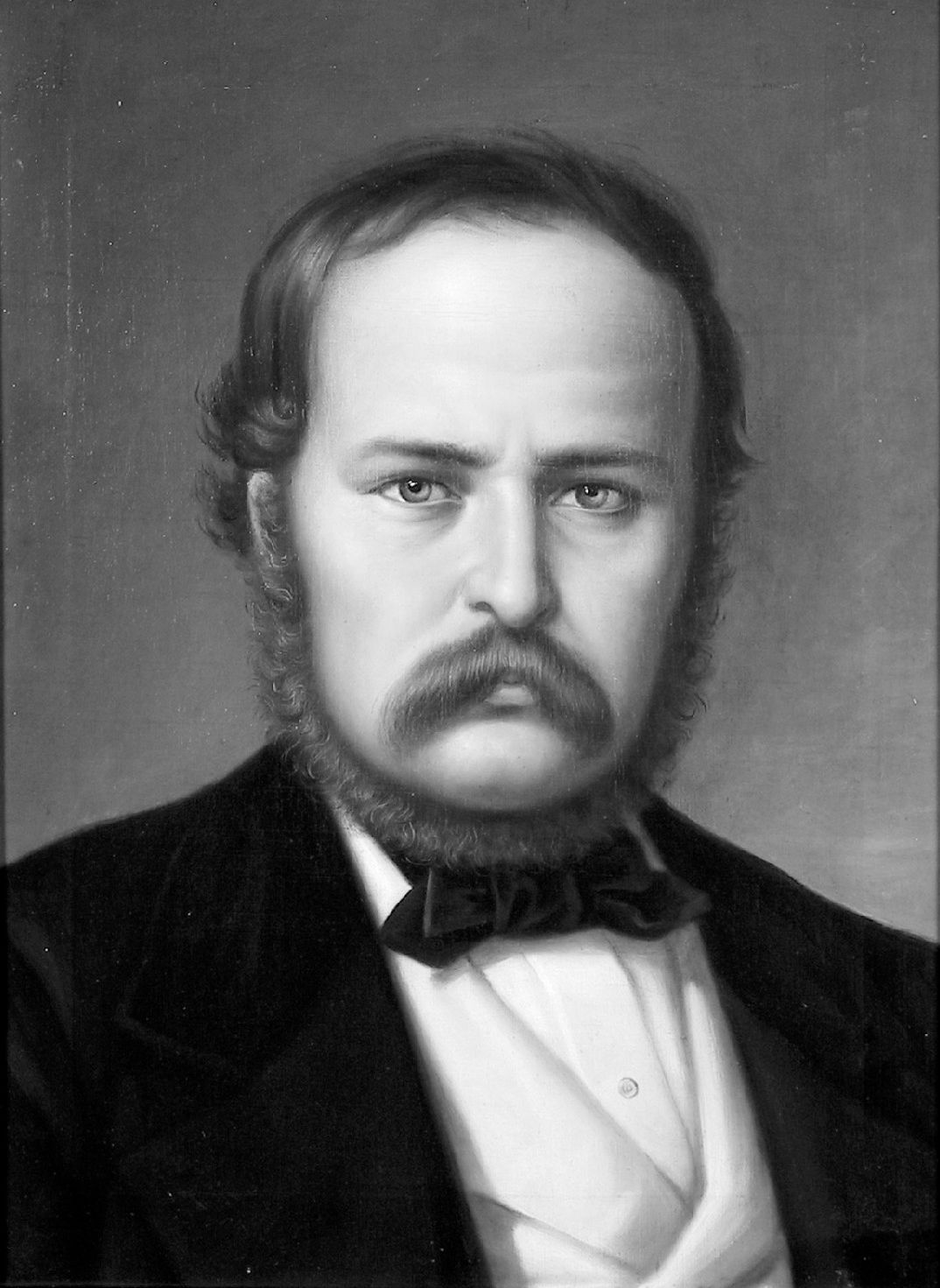
Портрет Андрея Мурешану
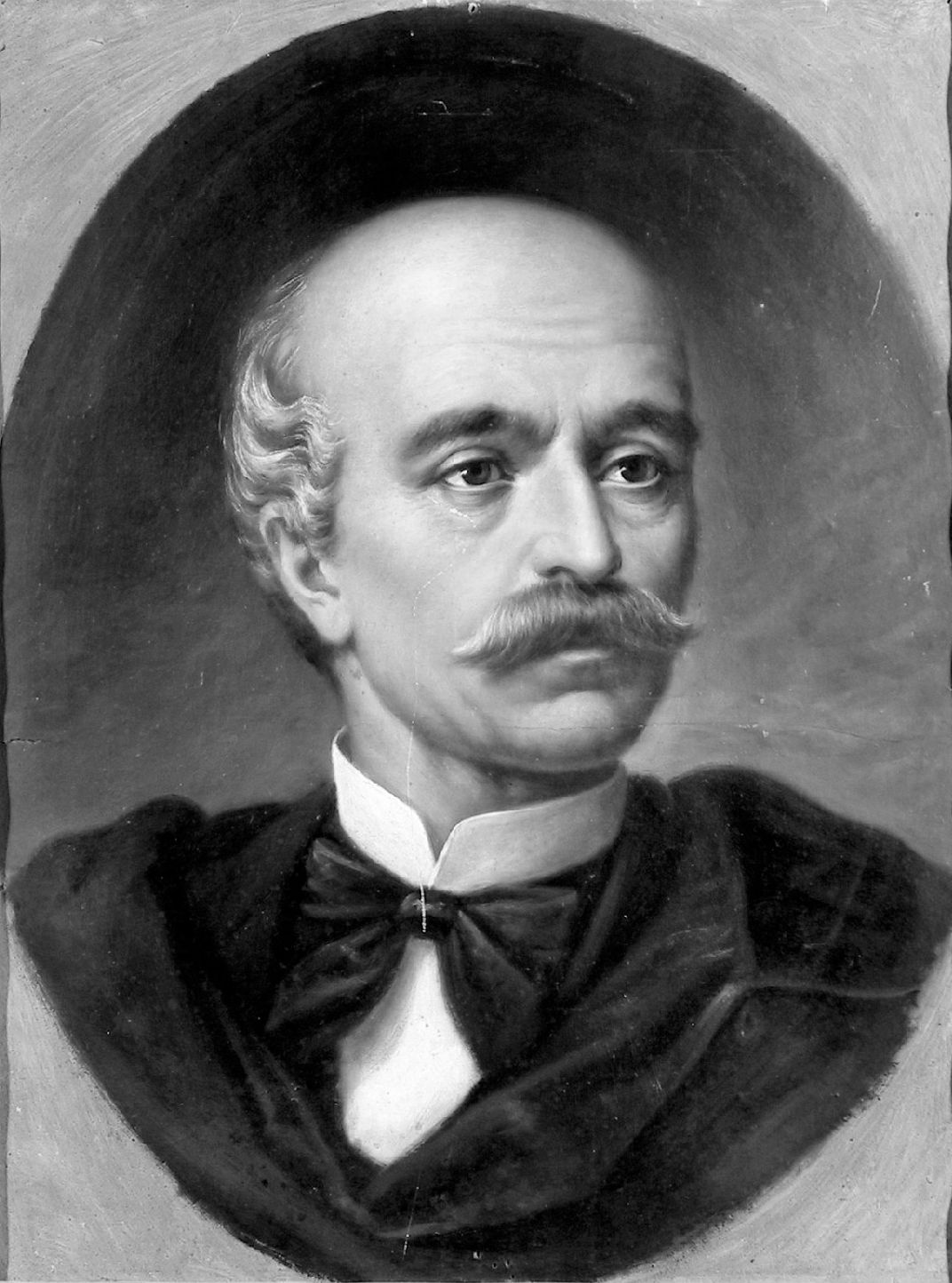
Портрет Василе Александри
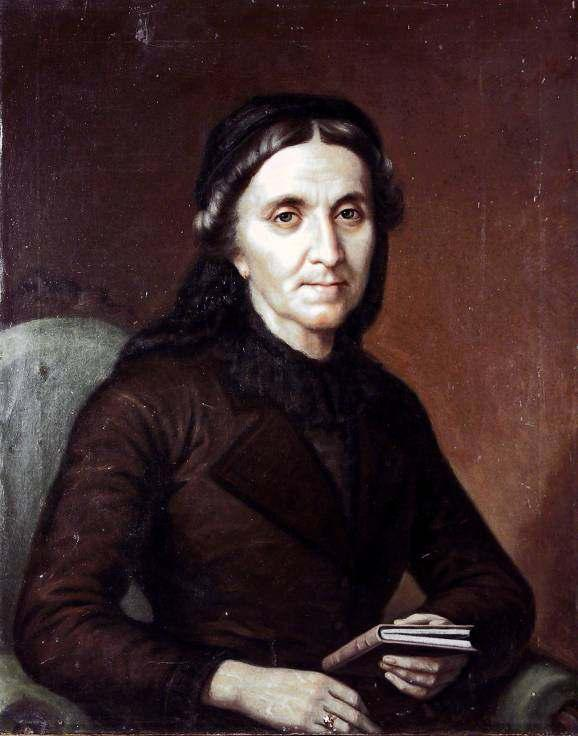
Женский портрет
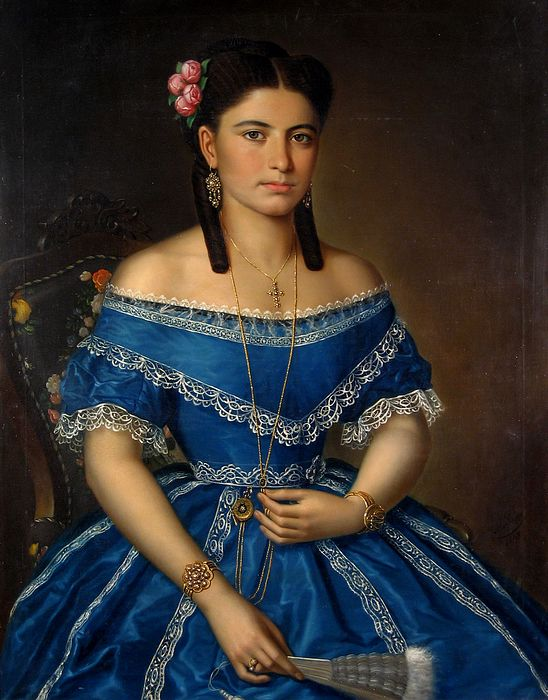
Дама в голубом
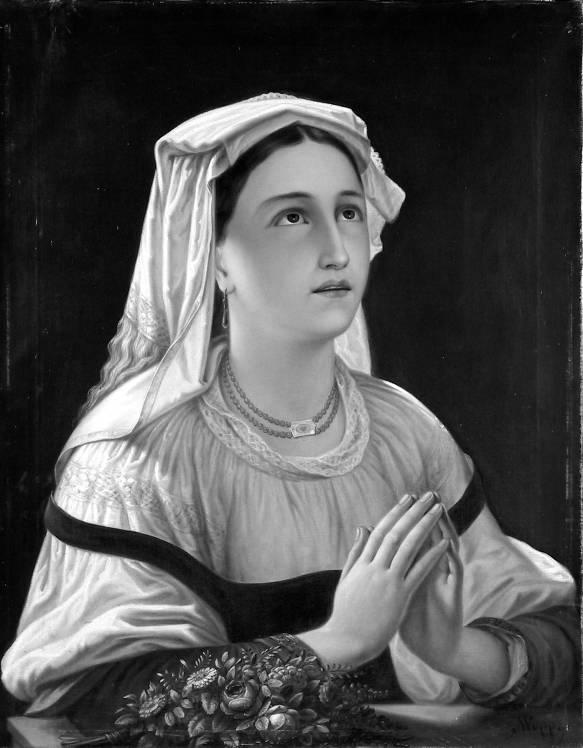
Портрет молящейся итальянки
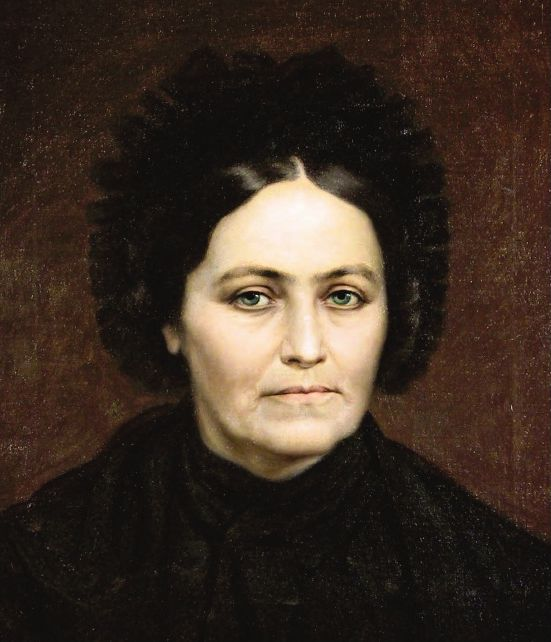
Портрет матери художника